# Lessinghaus (Berlin-Mitte)

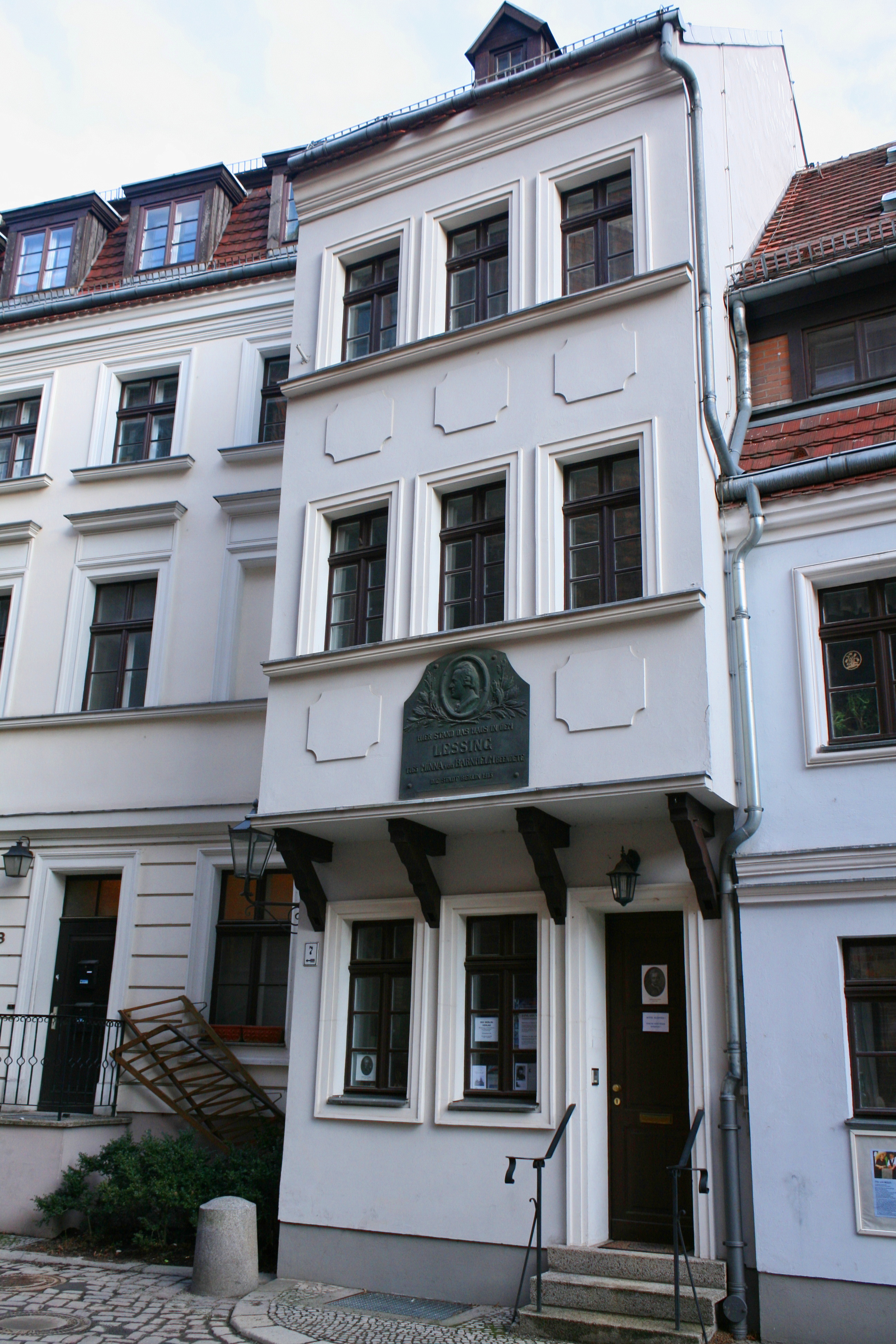
Das Lessinghaus im Nikolaiviertel in Berlin-Mitte

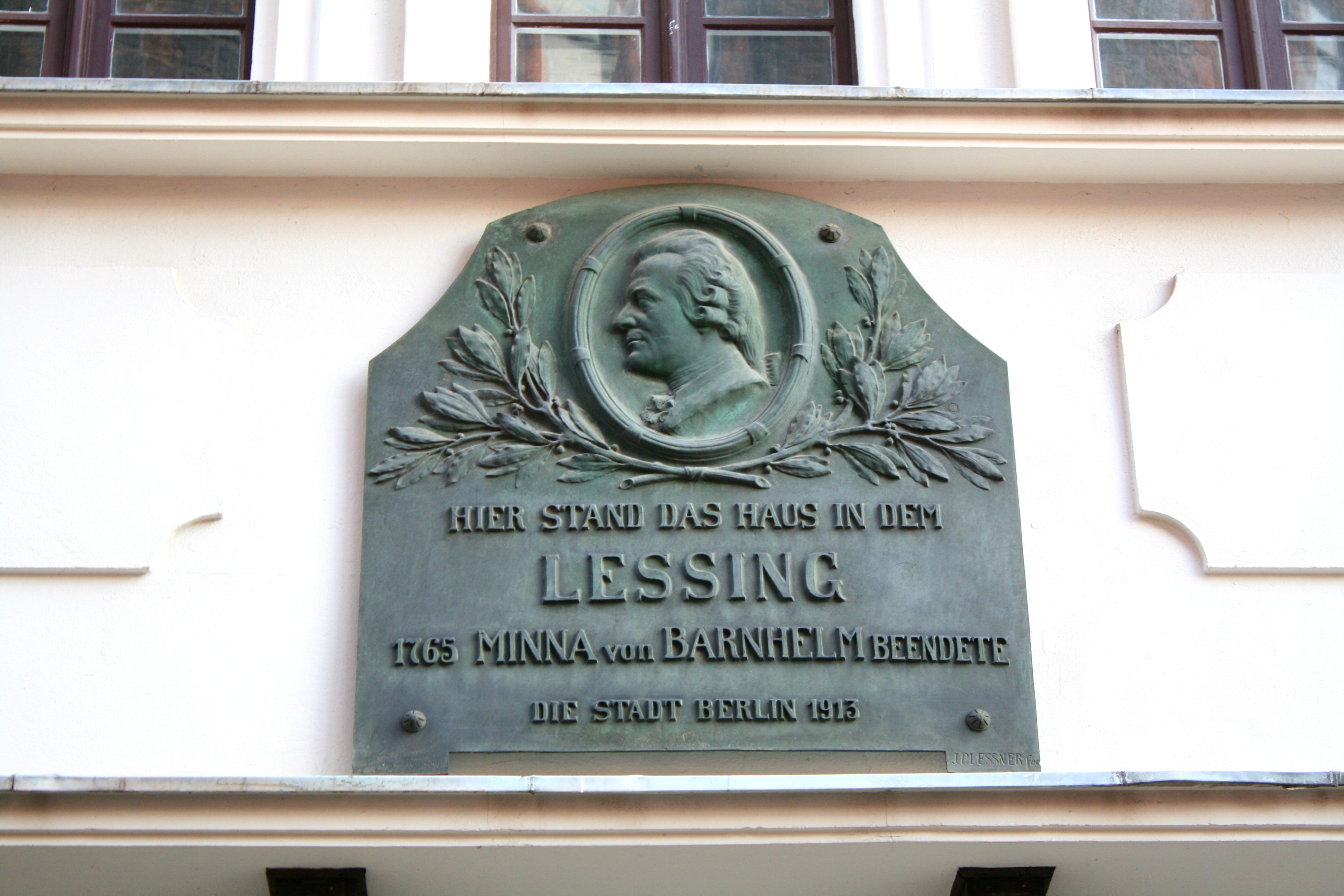
Gedenktafel zu Ehren Lessings an der Fassade des Hauses

Lessinghaus ist die umgangssprachliche Bezeichnung eines rekonstruierten Bürgerhauses im Nikolaiviertel im mittelalterlichen Stadtkern Berlins. Der Dichter und Dramatiker Gotthold Ephraim Lessing wohnte im ursprünglichen Bau hier von 1752 bis 1755. Ein weiteres Lessinghaus gibt es in Wolfenbüttel, wo der Dichter von 1777 bis zu seinem Tod 1781 wohnte.

## Lage
Das Lessinghaus liegt am früheren Nikolaikirchhof 10, seit 1986 Nikolaikirchplatz 7. Es ist ein Teil der Bürgerhäuser hinter der Nikolaikirche.

## Geschichte
Lessing lernte vom Nikolaikirchhof aus Moses Mendelssohn kennen, mit dem er zeitlebens befreundet blieb. Mendelssohn gilt als der erste international bedeutende jüdische Schriftsteller deutscher Sprache.
Zudem knüpfte er freundschaftliche Kontakte zum Buchhändler Friedrich Nicolai und zum Dozenten Aaron Samuel Gumperz, der als erster Wissenschaftler jüdischen Glaubens nach dem Toleranzedikt König Friedrich II. das christliche Bildungsmonopol als bürgerlicher Hauslehrer durchbrach.
Lessing hat hier nicht, wie die Gedenktafel Glauben macht, die in Breslau geschriebene Minna von Barnhelm beendet. Dies tat er später in seiner Wohnung Am Königsgraben 10, ungefähr dort, wo heute der Brunnen der Völkerfreundschaft auf dem Alexanderplatz steht.

## Wiederaufbau
Das Lessinghaus ist in den Jahren 1985/1986 als Teil des Nikolaiviertels vom Architekten Günter Stahn an historischem Ort in freier Rekonstruktion wiedererrichtet worden. Heute beherbergt das Lessinghaus u. a. den Anthea Verlag, der in seiner Reihe edition Lessinghaus die Hauptwerke Lessings wiederveröffentlicht.